# Edward R. Weidlein

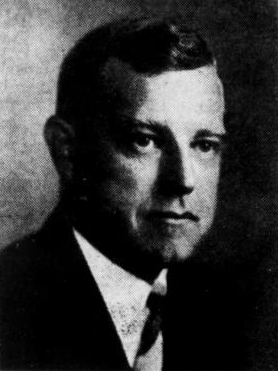
Edward R. Weidlein (1927)

Edward Ray Weidlein (* 14. Juli 1887 in Augusta (Kansas); † 15. August 1983 in Rector (Pennsylvania)) war ein US-amerikanischer Chemieingenieur.

## Leben
Weidlein studierte an der University of Kansas mit dem Master-Abschluss und forschte dann vier Jahre als Mellon Fellow in Metallurgie in Arizona und Nevada. Ab 1912 war er am Mellon Institute, dessen Direktor er 1921 wurde und dessen Präsident 1951. Er ging 1956 in den Ruhestand. Das Mellon Institute of Industrial Research, finanziert durch die Mellon Familie, förderte Industrieforschung im öffentlichen Interesse (zum Beispiel Studien zur Umweltverschmutzung, über Epilepsie, Lungenentzündung, Zahnzerfall, Sicherheitsglas, Rasierklingen). Im Ersten Weltkrieg war er Mitglied des War Industries Board und im Zweiten Weltkrieg am Programm der synthetischen Kautschukherstellung beteiligt.
1948 erhielt er die Priestley-Medaille. 1937 war er Präsident der American Chemical Society und er war Präsident des American Institute of Chemical Engineers. Er war Fellow der American Association for the Advancement of Science.